# Ardisia curtipes
Ardisia curtipes är en viveväxtart som beskrevs av Elmer Drew Merrill. Ardisia curtipes ingår i släktet Ardisia och familjen viveväxter. Inga underarter finns listade i Catalogue of Life.